# Jagellonská knihovna
Jagellonská knihovna (polsky Biblioteka Jagiellońska) je hlavní univerzitní knihovna Jagellonské univerzity v Krakově a zároveň jedna z největších knihoven v Polsku. Spolu s Národní knihovnou (Biblioteka Narodowa) je jednou ze dvou knihoven, které v Polsku mají právo dvou exemplářů povinných výtisků.

## Historie
Byla založena společně s univerzitou v roce 1364. Do roku 1940 sídlila v Collegium Maius, mezi léty 1931–1939 pro ni byla vybudována nová budova, kde sídlí dodnes. Právo povinného výtisku má v Polsku od roku 1932.